# Liste der Ehrenbürger von Liberec
Ehrenbürger von Liberec werden Personen, die nach Einschätzung der Stadtverordneten besondere Verdienste um Liberec erworben bzw. besondere Verbundenheit mit Liberec gezeigt haben. Die Würdigung wird auf Beschluss der Stadtverordnetenversammlung vorgenommen.
| Datum der Verleihung | Name                          | Bemerkung |
| -------------------- | ----------------------------- | --- |
| 17. Februar 1853     | Christian Kotz von Dobr       | Beamter, für seine Verdienste zur Regierung von Liberec                                                                          |
| 13. Dezember 1853    | Karl von Czoernig-Czernhausen | österreichischer Beamter und Statistiker                                                                                         |
| 11. September 1857   | Hieronymus Joseph Zeidler     | kathol. Theologe, Prämonstratenser. Abt des Chorherrenstiftes Strahov in Prag, Prof. an der Universität, später im Reichsrat     |
| 03. März 1861        | Anton von Schmerling          | österreichischer Politiker und Jurist                                                                                            |
| 07. Mai 1861         | Ignaz Matschego               | Zollbeamter |
| 12. März 1866        | Alois von Brinz               | deutscher Rechtswissenschaftler, Hochschullehrer und Politiker                                                                   |
| 12. März 1866        | Leopold Hasner von Artha      | Minister für Bildung und Kultur                                                                                                  |
| 12. März 1866        | Eduard Herbst                 | österreichischer Rechtsgelehrter und Politiker                                                                                   |
| 12. Mai 1866         | Constantin von Höfler         | deutsch-österreichischer Historiker, Archivar, Hochschullehrer und Rektor der Karls-Universität Prag                             |
| 07. Januar 1868      | Friedrich Ferdinand von Beust | deutsch-österreichischer Staatsmann, Gegenspieler von Otto von Bismarck                                                          |
| 31. August 1869      | Josef Gotschy                 | Ingenieur, für seine Verdienste zum Straßenbau von Liberec                                                                       |
| 09. März 1871        | Anton Wiede                   | Lehrer, für seine Verdienste an der Stadtschule                                                                                  |
| 07. Mai 1872         | Alexander von Koller          | General der Kavallerie |
| 30. Juli 1872        | Thaddäus Kotzura              | Lehrer, für seine Verdienste an der Stadtschule                                                                                  |
| 19. September 1876   | Karl von Stremayr             | österreichischer Politiker, mehrmaliger Minister sowie Ministerpräsident Cisleithaniens und Präsident des Obersten Gerichtshofes |
| 10. Januar 1882      | Gustav Schirmer               | Geschäftsmann und Bürgermeister von Liberec                                                                                      |
| 31. Mai 1882         | Wilhelm Polaczek              | österreichischer Jurist, Politiker und Direktor der örtlichen Sparkasse                                                          |
| 03. April 1885       | Eduard Clam-Gallas            | österreichischer Offizier, zuletzt General der Kavallerie                                                                        |
| 30. August 1887      | Adolf Würfel                  | Theologe, für seine Verdienste zum Bildungssystem                                                                                |
| 20. Februar 1894     | Franz von Neumann             | österreichischer Architekt und Politiker                                                                                         |
| 09. November 1897    | Heinrich Prade                | österreichisch-böhmischer Politiker                                                                                              |
| 21. Dezember 1902    | Franz Bayer                   | böhmischer Augenarzt und Kommunalpolitiker, Bürgermeister von Liberec                                                            |
| 21. Dezember 1902    | Ferdinand Felgenhauer         | Stadtrat |
| 21. Dezember 1902    | Ludwig Hlasiwetz              | Stadtrat |
| 21. Dezember 1902    | Theodor Thum                  | Direktor der Sparkasse |
| 28. Juli 1914        | Franz Clam-Gallas             | Großgrundbesitzer der Herrschaften Reichenberg, Friedland, Grafenstein und Lämberg                                               |
| 25. Juli 1925        | Heinrich Staden               | Jurist, für seine Verdienste zum Aufbau des Waisenhauses                                                                         |
| 30. Juni 1933        | Ferdinand Gerhardt            | Musiklehrer und Komponist |
| 31. Januar 1939      | Konrad Henlein                | sudetendeutscher nationalsozialistischer Politiker und SS-Obergruppenführer                                                      |
| 31. Januar 1939      | Walter Lierau                 | Generalkonsul |
| 28. Dezember 1945    | Edvard Beneš                  | tschechoslowakischer Politiker                                                                                                   |
| 21. Januar 1946      | Josef Čapek                   | tschechoslowakischer Politiker                                                                                                   |
| 23. November 1946    | Klement Gottwald              | tschechoslowakischer Politiker                                                                                                   |
| 11. März 1947        | Jan Kögler                    | tschechoslowakischer Politiker                                                                                                   |
| 01. Mai 1848         | Václav Kopecký                | tschechoslowakischer Politiker                                                                                                   |
| 29. September 1991   | Milan Uherek                  | tschechischer Chorleiter, Musikpädagoge und Komponist                                                                            |
| 29. September 1993   | Hans Hiller                   | Hochschullehrer, für seine Verdienste zur Städtepartnerschaft mit St. Gallen                                                     |
| 17. Mai 1994         | Karel Hubáček                 | tschechischer Architekt und Hochschullehrer                                                                                      |
| 25. April 1995       | Svatopluk Technik             | tschechischer Architekt, Hochschullehrer und Publizist                                                                           |
| 23. Juni 1998        | František Nožička             | tschechischer Hochschullehrer |
| 21. Oktober 2011     | Stanislav Hnělička            | tschechischer Brigadegeneral |
| 24. April 2014       | Rudolf Anděl                  | tschechischer Historiker und Pädagoge                                                                                            |
| 17. Dezember 2015    | Zdeněk Kovář                  | tschechischer Ingenieur und Hochschullehrer                                                                                      |
| 15. September 2016   | Markus Lüpertz                | deutscher Maler, Grafiker und Bildhauer                                                                                          |